# Marcu Tudor
Marcu Tudor (n. 11 iulie 1939, București - d. 28 decembrie 2023,  București) a fost un politician român, membru al Parlamentului României în legislaturile 1996-2000, 2000-2004 și 2004-2008. Marcu Tudor a fost membru al Partidului România Mare. Conform biografiei sale oficiale, Marcu Tudor a fost membru PCR în perioada 1964-1989.  În legislatura 1996-2000, Marcu Tudor a fost membru în grupurile parlamentare de prietenie cu Republica Finlanda și Republica Federală Iugoslavia; în legislatura 2000-2004, a fost membru în grupul parlamentar de prietenie cu Republica Elenă, iar în legislatura 2004-2008 a fost membru în grupurile parlamentare de prietenie cu Regatul Suediei, Republica Africa de Sud, Irlanda și Republica Federativă a Braziliei.  
Colonelul în retragere, Marcu Tudor a fost înaintat la gradul de general de brigadă (cu 1 stea) la 1 decembrie 2004. Marcu Tudor a fost fratele lui Corneliu Vadim Tudor., .